# Кутан, Жюль
Жюль-Феликс Кутан (фр. Jules Coutan; 22 сентября 1848, Париж — 23 февраля 1939, там же) — французский скульптор. 

## Биография
Уроженец Парижа. Учился в Высшей школе изящных искусств у Жюля Кавелье. В 1872 году получил Римскую премию 2 класса за скульптуру  «Аякс, бросающий вызов богам». По условиям премии, уехал в Италию за казённый счёт, и прожил несколько лет (1873—1876) в Риме на вилле Медичи.
По возвращении в Париж, успешно продолжил карьеру скульптора. В 1891 году занял пост художественного руководителя Севрской фарфоровой мануфактуры, но уже в 1894 году оставил эту должность, и стал профессором Высшей школе изящных искусств, которую когда-то окончил сам. Среди его учеников были скульпторы Раймон Деламарр (1890—1986), Луи Лейг (1905—1992) и многие другие. 
Творчество Кутана высоко ценилось современниками. Он получил гран-при на Всемирной выставке 1900 года, и в том же году был избран членом французской Академии изящных искусств (после смерти Александра Фальгьера).
Жюль Кутан с 1881 года был женат на Сюзанне Эмили Дебо, сестре писателя Эмиля Дебо. 
Скончался в Париже.

## Галерея

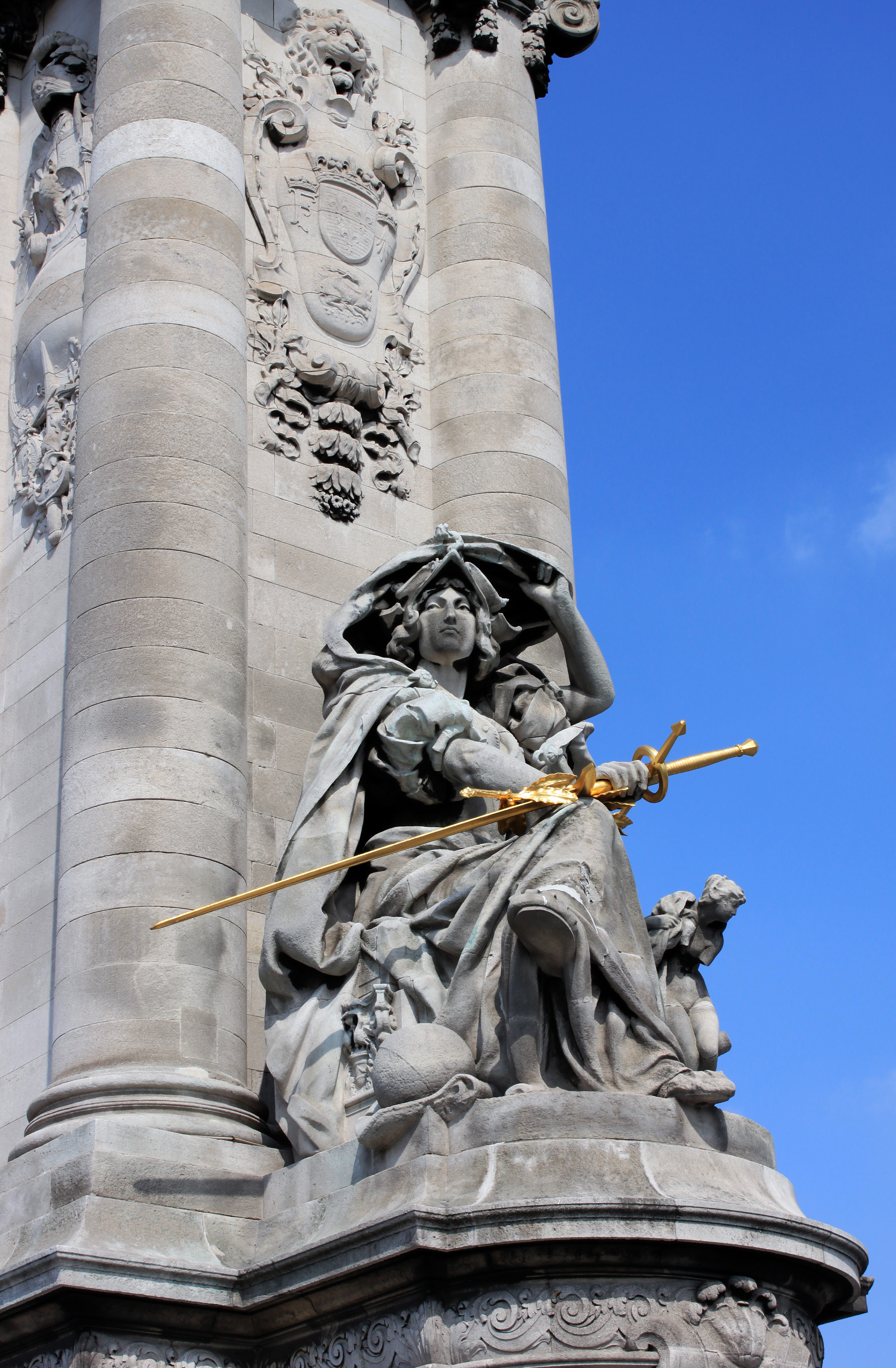
Франция эпохи Ренессанса. Скульптура на мосту Александра III, Париж.
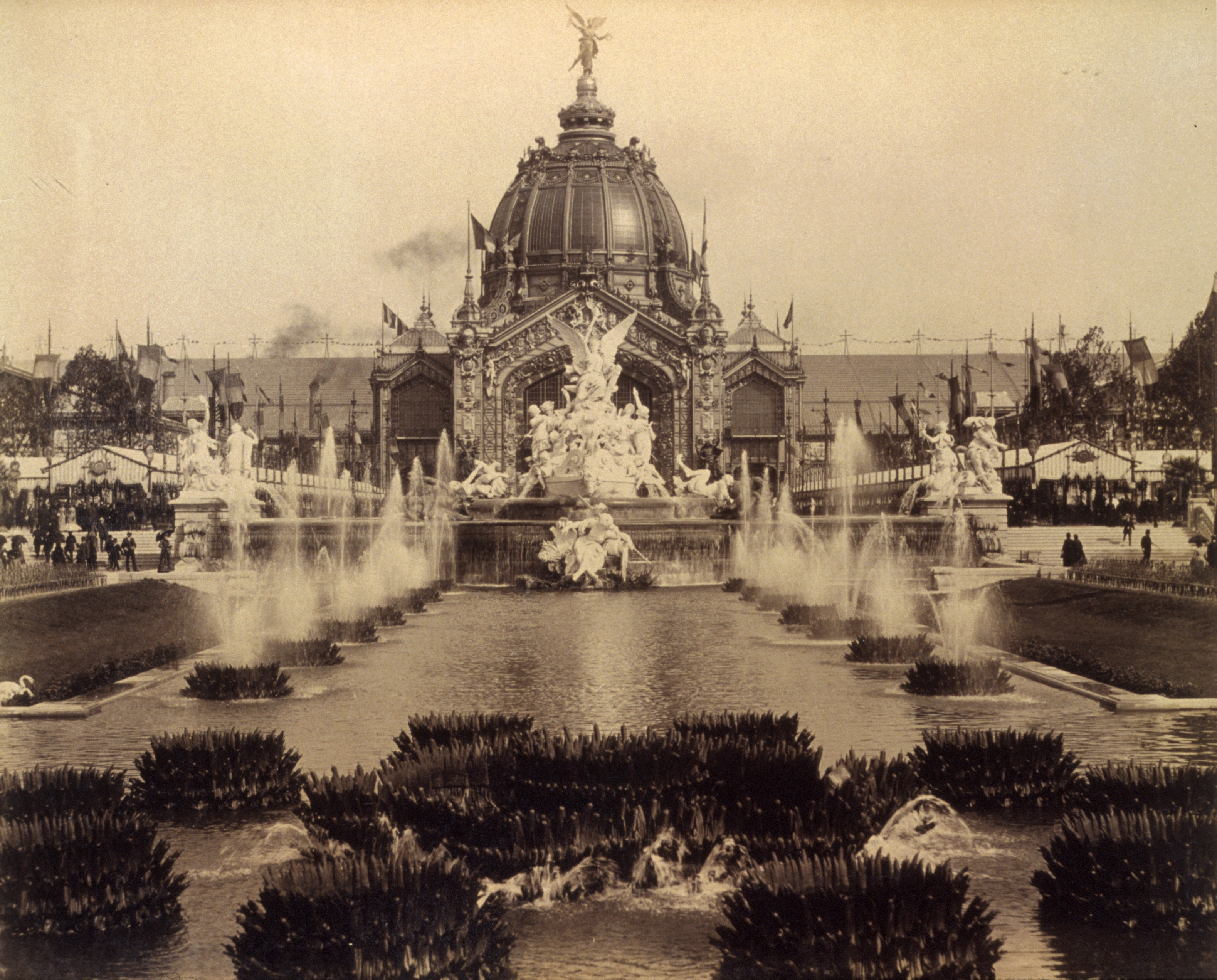
Центральный фонтан Всемирной выставки 1889 года. Париж, сады Трокадеро.
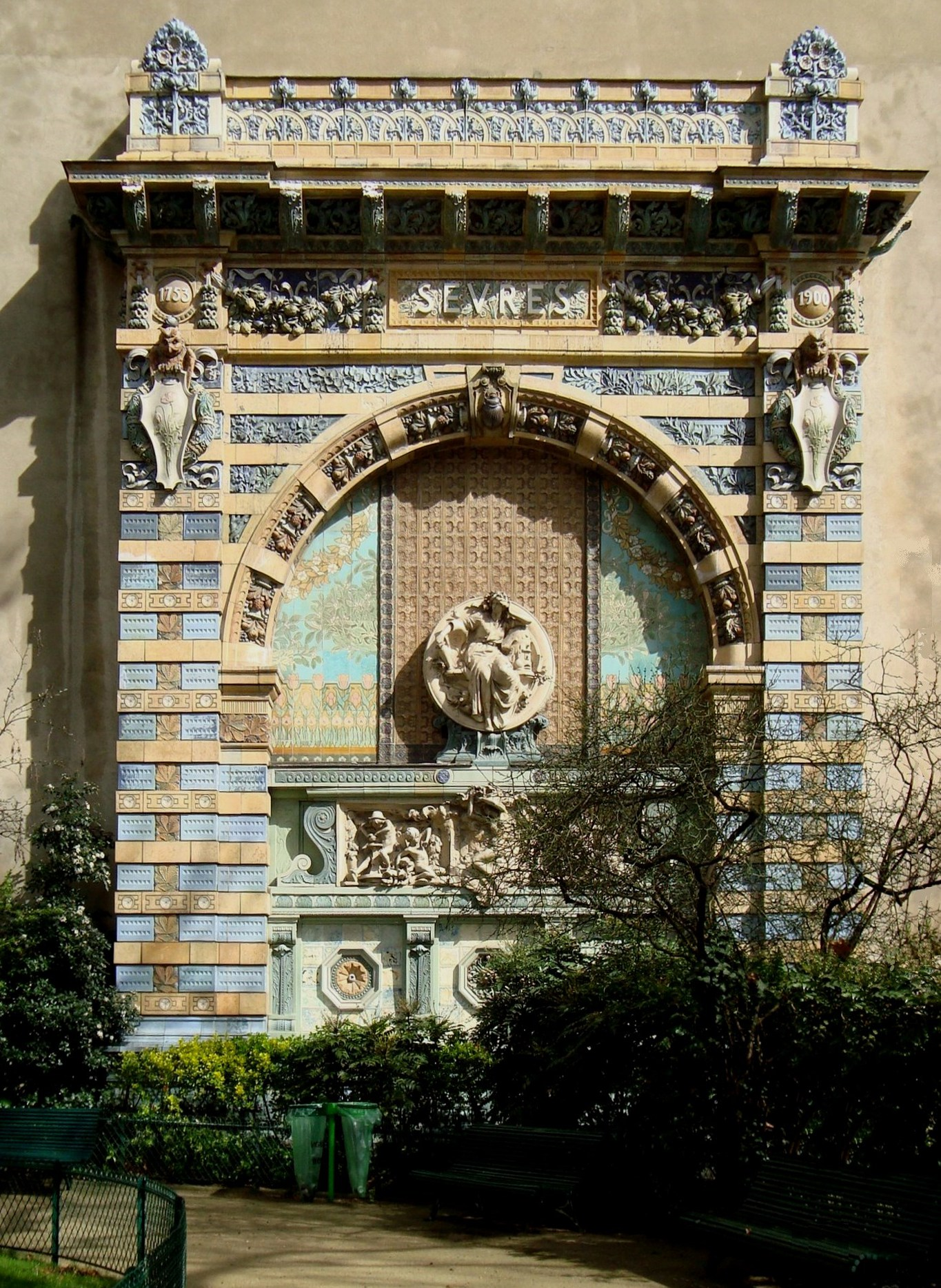
Портик Севрской фарфоровой мануфактуры, Париж, 1900.
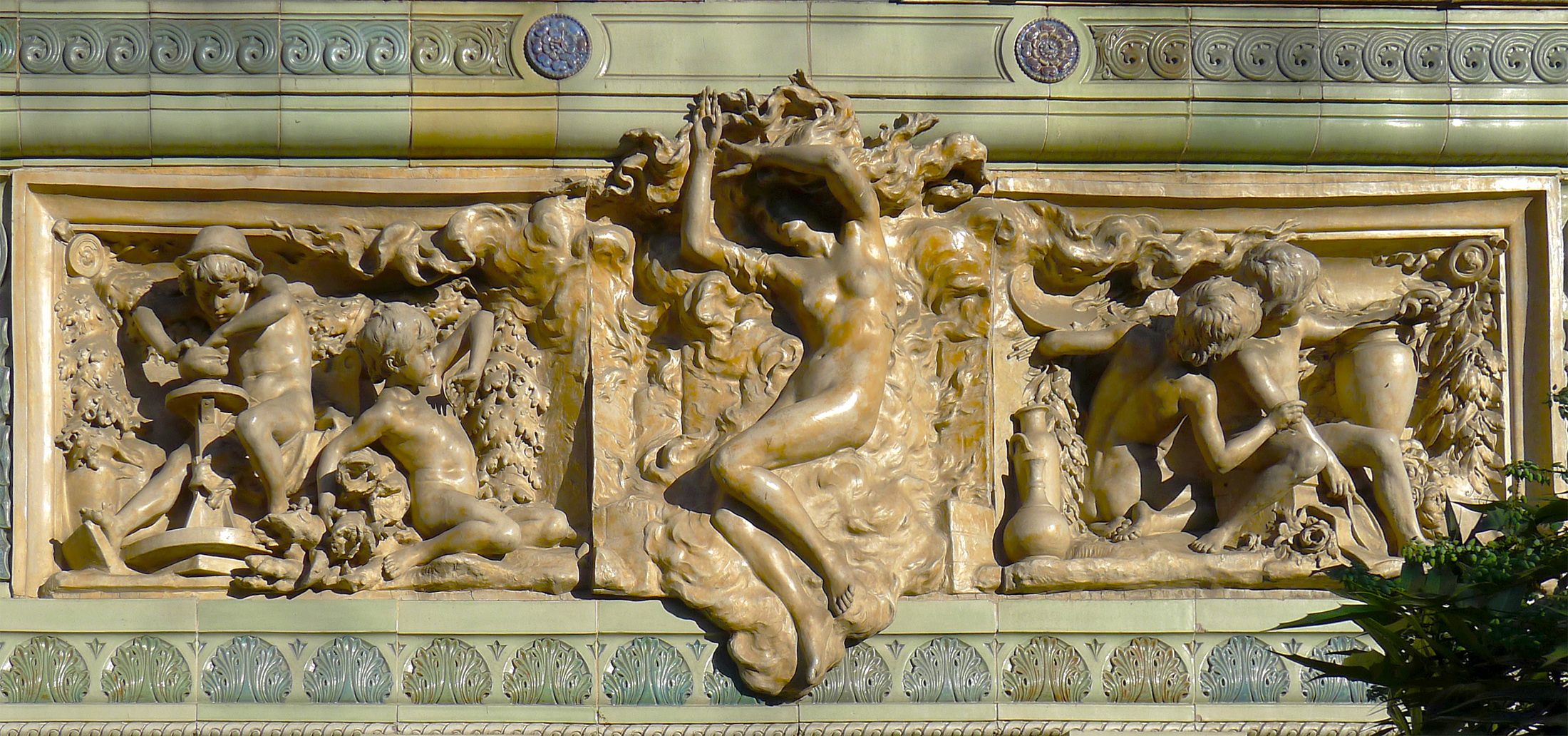
Портик Севрской фарфоровой мануфактуры, Париж (деталь).
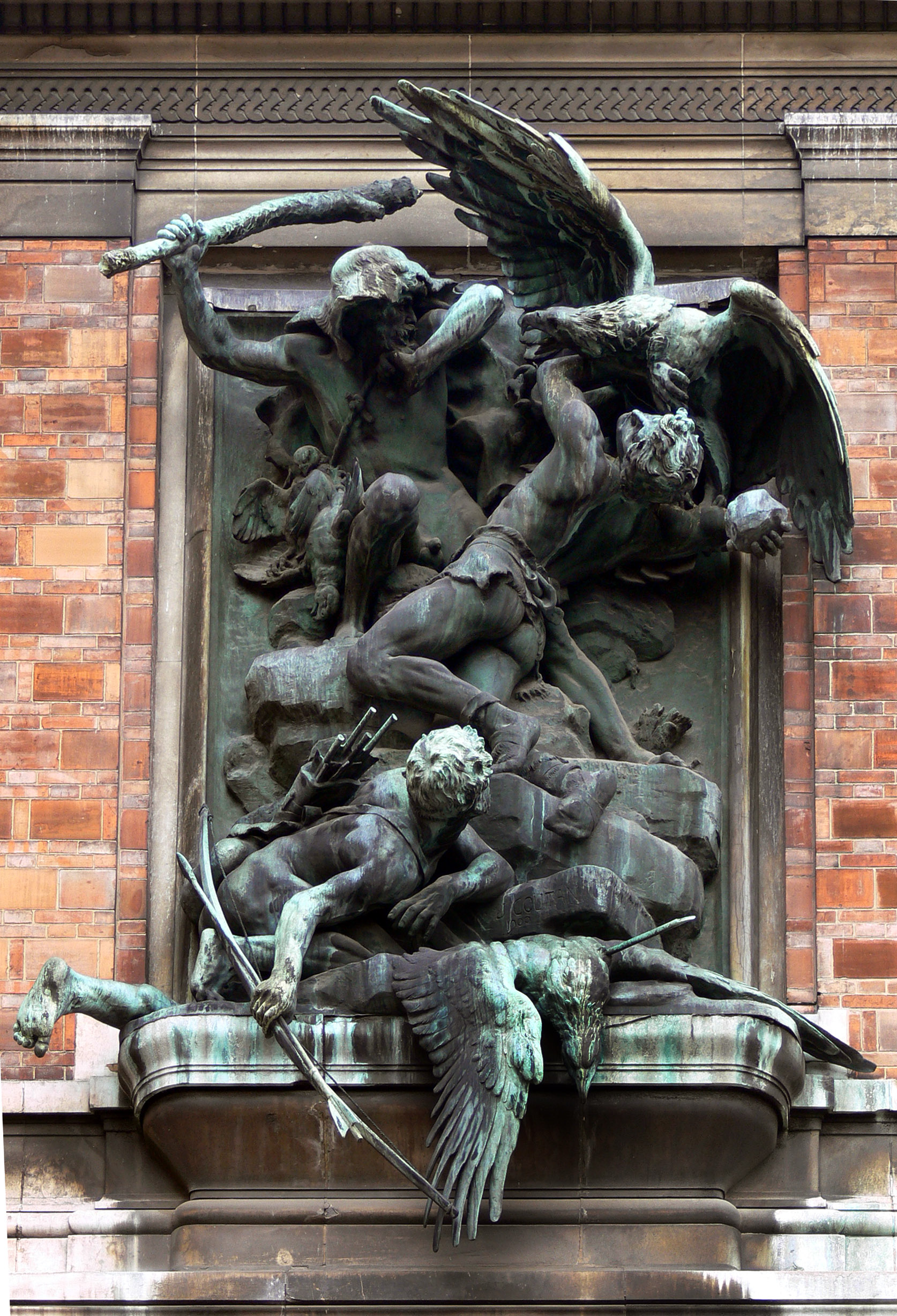
Охотники за орлами, 1901. Париж, Национальный музей естественной истории.
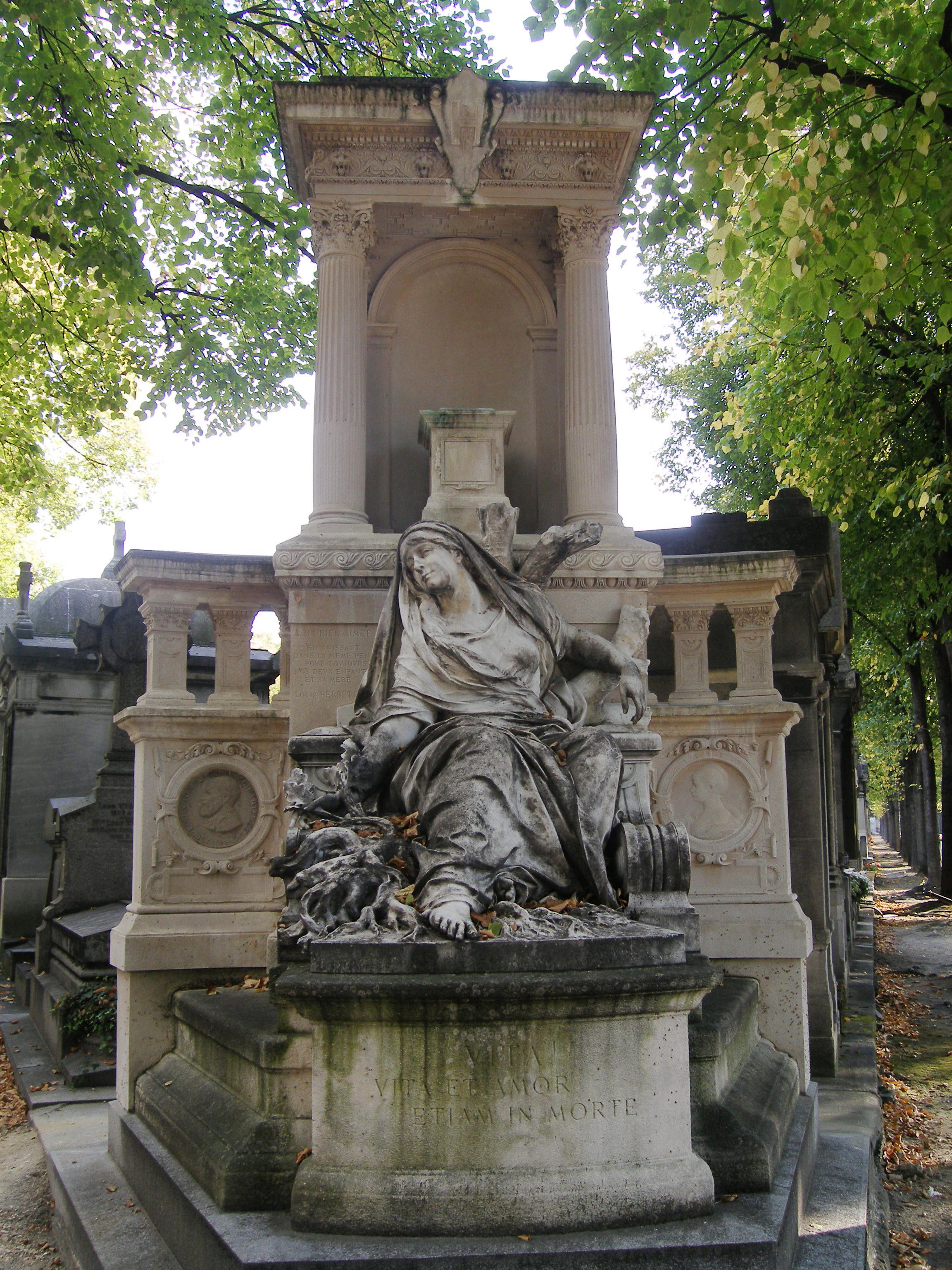
Надгробие семьи Эрбетт, Париж, кладбище Монпарнас.